# Angara
Angara (rusky Ангара) je sibiřská řeka v Irkutské oblasti a v Krasnojarském kraji v Rusku. Na dolním toku se dříve nazývala Horní Tunguska (Верхняя Тунгуска). Je dlouhá 1 779 km. Do postavení Irkutské a Bratské přehradní nádrže činila délka 1 826 km. Délka říčního systému od pramene Selengy přes Bajkal, Angaru až k ústí Jeniseje do moře dosahuje 5 539 km, což jej řadí na páté místo mezi nejdelšími řekami světa. Povodí řeky má rozlohu 1 039 000 km², přičemž povodí samotné Angary, po odečtení povodí jezera Bajkal činí 468 000 km².

## Průběh toku

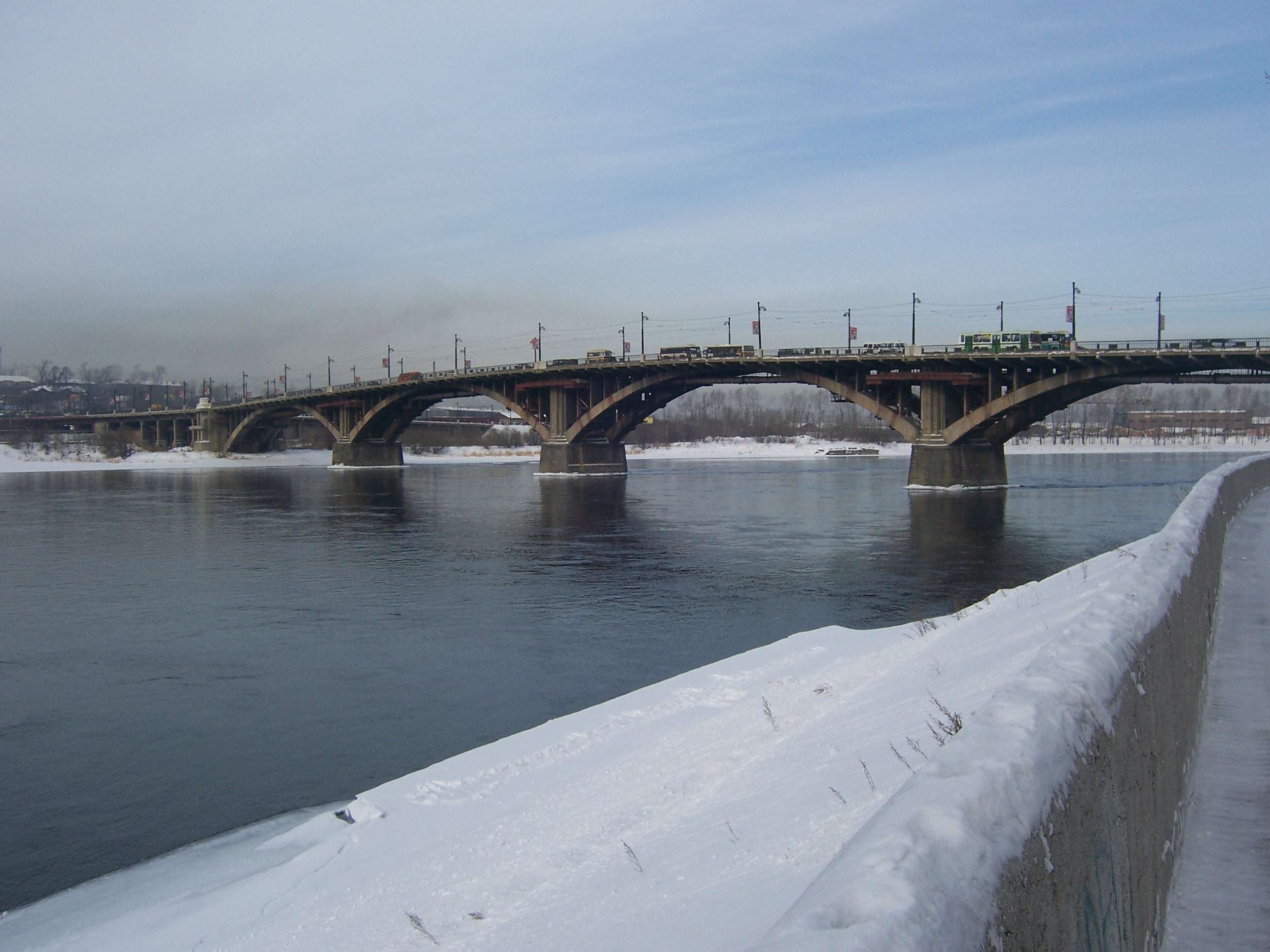
Most přes řeku v Irkutsku

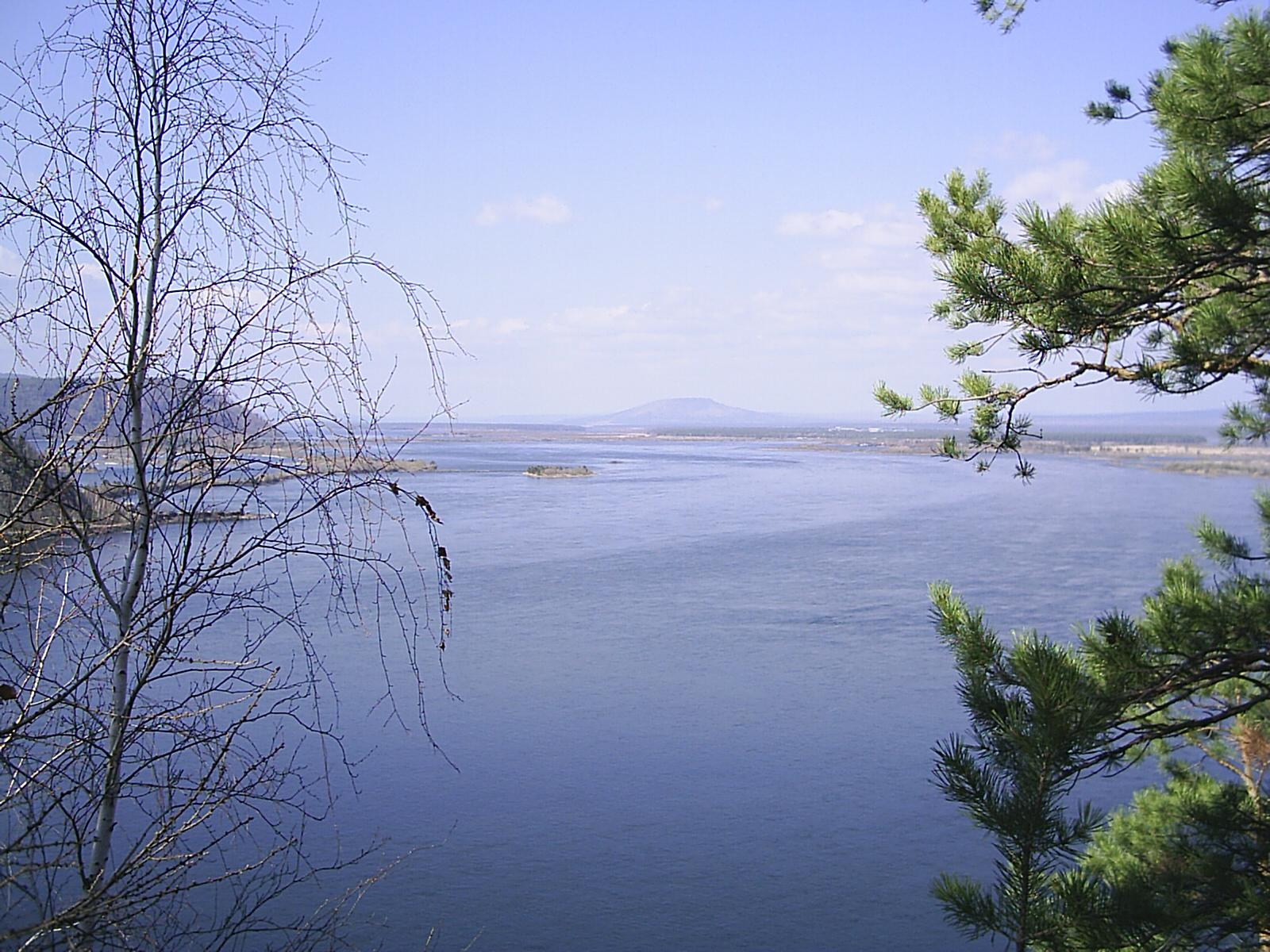
Angara pod Bratskou přehradní nádrží

Odtéká z jezera Bajkal a teče nejprve na sever a poté na západ. Na horním toku je od postavení Irkutské a Bratské vodní elektrárny změněna na přehradní nádrže, přičemž délka vzdutí dosahuje 56 km nad hrází Irkutské a 524 km hlavní část Bratské od ústí Telminky. Mezilehlý úsek dlouhý 85 km vede asymetrickou dolinou s vysokým a prudkým levým a nízkým pravým břehem. Koryto je široké 1,5 až 2 km a je dělené ostrovy. Od Bratsku k ústí Irkinějevy protéká oblastí lávových hornin v jasně vyznačené dolině široké od 0,8 až 1,5 km do 3 až 5 km. Břehy jsou místy vysoké a převislé. V korytě překonává říční prahy (Dlouhý, Šamanský, Murský) a peřeje. Nedaleko ústí protéká Jenisejským krjažem, kde vytváří Strelkovský práh. Šířka doliny dosahuje 3 až 5 km, u Motykina až 10 km. Vlévá se zprava do Jeniseje.

### Přítoky
- zprava – Ilim, Čadobec, Irkinějeva, Kamenka, Kata
- zleva – Irkut, Kitoj, Belaja, Oka, Ija, Kova, Mura, Tasejeva

## Vodní režim
Průtok je regulován jezerem Bajkal a přehradními nádržemi.
Zdrojem vody jsou kromě jezerní vody sněhové a dešťové srážky. Průměrný průtok vody u Irkutské vodní elektrárny činí 1 700 m³/s, u Bratské 2 900 m³/s a u ústí 4 500 m³/s. Led se objevuje na dolním toku na konci října až v první polovině listopadu a na Bratské přehradní nádrži v listopadu až v prosinci. Při odtoku z jezera, na peřejích a pod hrázemi zůstávají nezamrzlá místa v délce desítek km. Charakteristickými jsou ledové zátarasy během zamrzání a tání. Rozmrzá v první polovině května. Nad Ilimem k jarnímu zvýšení hladiny nedochází.

## Využití

### Energetika

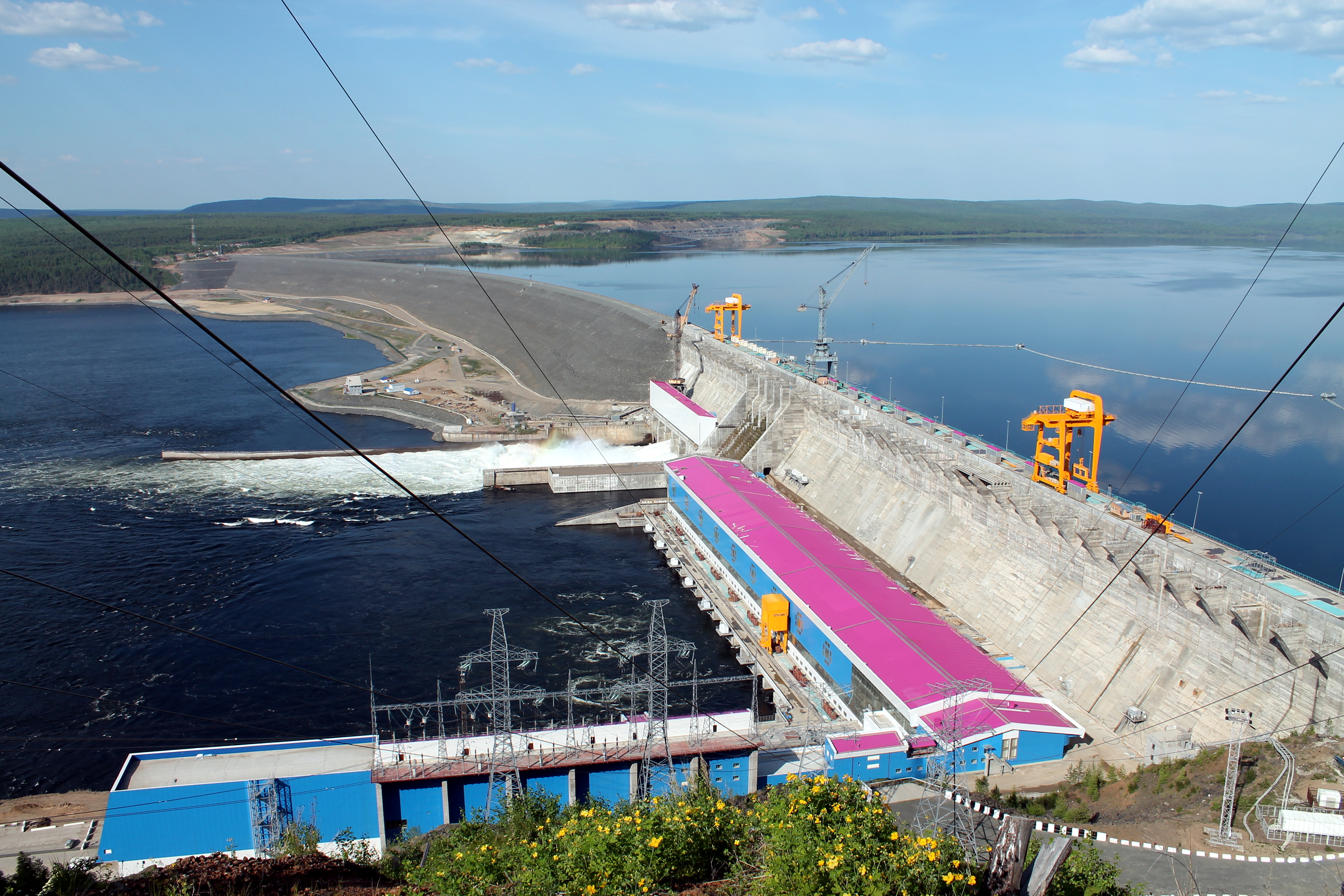
Bogučanská přehradní nádrž v polovině června 2014

Angara má velký hydroelektrický potenciál. Nachází se na ní tzv. Angarská kaskáda, sestávající ze čtyř přehradních nádrží (Irkutská, Bratská, Usť-Ilimská a Bogučanská) s vodními elektrárnami.

### Vodní doprava
Pravidelná vodní doprava je provozována z Irkutsku na jezero Bajkal a od Bratské vodní elektrárny. Hlavní přístavy jsou Irkutsk, Angarsk, Balagansk, Bratsk.

### Rybářství
Řeka je bohatá na ryby (jeseter malý, jeseter sibiřský, lipan, nelma, jelec proudník, mník jednovousý).

## Kultura

### Legenda
Angara je jediná řeka, která vytéká z Bajkalu, zatímco své vody do něj přivádí 336 řek a říček. Sibiřská legenda popisuje romantický příběh o Bajkalu, otci všech těchto řek včetně Angary, Angaře a Jeniseji. Angara se zamilovala do bohatýra Jeniseje, Bajkal ji však nechtěl k němu pustit. Angara za Jenisejem od otce utekla; podle této legendy Šaman-kameň, nacházející se uprostřed výtoku Angary z Bajkalu u vesnice Listvjanka (pozor na záměnu se skálou Šaman na Oľchonu, největším ostrově Bajkalu), hodil rozezlený otec Bajkal za neposlušnou dcerou, aby ji zastavil. Angaře se však přesto podařilo utéci a splynout s Jenisejem ve věčném objetí.